# Genuchus vaneyeni
Genuchus vaneyeni är en skalbaggsart som beskrevs av Basilewsky 1950. Genuchus vaneyeni ingår i släktet Genuchus och familjen Cetoniidae. Inga underarter finns listade i Catalogue of Life.